# Angel McCoughtry
Angel Lajuane McCoughtry (ur. 10 września 1986 w Baltimore) – amerykańska koszykarka, reprezentantka kraju, grająca na pozycji skrzydłowej, obecnie zawodniczka Dinama Kursk, a w okresie letnim – Las Vegas Aces.
W 2009 zaczęła karierę zawodową w WNBA, w drużynie Atlanta Dream. Od 2010 występuje również w Turcji, w drużynie Fenerbahçe SK. Mistrzyni Olimpijska 2012.
10 lutego 2020 zawarła umowę z Las Vegas Aces.

## Osiągnięcia
Stan na 7 października 2020.

### NCAA
- Wicemistrzyni NCAA (2009)
- Uczestniczka rozgrywek:
  - Sweet 16 turnieju NCAA (2008, 2009)
  - II rundy turnieju NCAA (2007–2009)
  - turnieju NCAA (2006–2009)
- Koszykarka Roku Konferencji Big East (2007)
- Zaliczona do składu All-American (2008)
- Liderka NCAA w przechwytach (2009)

### WNBA
- Wicemistrzyni WNBA (2010, 2011, 2013, 2020[3])
- Debiutantka Roku WNBA (2009)[4]
- Laureatka WNBA Peak Performers Award (2012, 2013 w kategorii punktów)
- Uczestniczka meczu gwiazd WNBA (2011, 2013–2015, 2018)
- Zaliczona do:
  - I składu:
    - WNBA (2011, 2015)
    - defensywnego WNBA (2010, 2011, 2013, 2014, 2016)
    - debiutantek WNBA (2009)

  - II składu:
    - WNBA (2010, 2013, 2014, 2016)
    - defensywnego WNBA (2009)

  - składu WNBA 25th Anniversary Team (2021)[5]
- Liderka:
  - strzelczyń WNBA (2012, 2013)[6]
  - WNBA w przechwytach (2012, 2014)
- Rekordzistka WNBA w liczbie oddanych rzutów wolnych  (287 – 2011)[7]

### Drużynowe
- Mistrzyni:
  - Euroligi (2017)
  - Węgier (2011)
  - Turcji (2012, 2013)
  - Słowacji (2010)
  - Libanu (2017)
- Wicemistrzyni:
  - Euroligi (2013, 2014)
  - Turcji (2014)
  - Rosji (2017, 2018)
- Brąz Euroligi (2018)
- 4. miejsce w Eurolidze (2012, 2015)
- Zdobywczyni pucharu:
  - Słowacji (2009)[8]
  - Turcji (2015)[9]
  - Prezydenta Turcji (2012–2015)[9][10][11]
  - Węgier (2011)
- Finalistka Pucharu Turcji (2012, 2013, 2014)[10][11]

### Indywidualne
(* – nagrody przyznane przez portal eurobasket.com)
- MVP ligi tureckiej (2012, 2014, 2016)*[10][12][13]
- Najlepsza*:
  - zagraniczna zawodniczka ligi tureckiej (2012, 2014, 2016)[10][12][13]
  - skrzydłowa ligi tureckiej (2014, 2016)[12][13]
- Defensywna Zawodniczka Roku Ligi Tureckiej (2013, 2014, 2016)*[11][12][13]
- Zaliczona do*:
  - I składu:
    - ligi tureckiej (2012, 2013, 2014, 2016)[10][11][12][13]
    - najlepszych zawodniczek zagranicznych ligi tureckiej (2012, 2013, 2014, 2016)[10][11][12][13]
- Uczestniczka meczu gwiazd Euroligi (2011)[14]
- Liderka:
  - Euroligi w przechwytach (2014)
  - ligi tureckiej w:
    - punktach (2015, 2016)[9][13]
    - przechwytach (2013–2016)[9][11][12][13]

### Reprezentacja
- Mistrzyni:
  - świata (2010, 2014)
  - olimpijska (2012, 2016)
  - igrzysk panamerykańskich (2007)